# Zevenheuvelenloop 1988
De Zevenheuvelenloop 1988 vond plaats op 20 november 1988 in Nijmegen. Het was de vijfde editie van deze wedstrijd. Het parcours was volgens sommige bronnen niet 15 km, maar minimaal 100 meter te kort.
De wedstrijd bij de mannen werd gewonnen door de Brit Robin Bergstrand in 46.19,0. Hij had een ruime voorsprong op de Nederlander Ruud Onland die in 46.59,3 over de finish kwam. De wedstrijd bij de vrouwen werd gewonnen door Marianne van de Linde in 52.52,1.
In totaal schreven 1940 deelnemers in, waarvan er 1805 finishten.

## Uitslagen

### Mannen
| rang   | naam                  | land | tijd    |
| ------ | --------------------- | ---- | ------- |
| Goud   | Robin Bergstrand      | GBR  | 46.19,0 |
| Zilver | Ruud Onland           | NED  | 46.59,3 |
| Brons  | Jeroen Linneman       | NED  | 47.03,8 |
| 4      | Tony Byrne            | GBR  | 47.10,8 |
| 5      | Eric Sier             | NED  | 47.15,4 |
| 6      | Paul Overbeek         | NED  | 47.24,9 |
| 7      | Herman Parmentier     | NED  | 47.40,6 |
| 8      | Richard Pouwels       | NED  | 47.49,3 |
| 9      | Egbert Venneklaas     | NED  | 47.54,5 |
| 10     | Michel Ziekman        | NED  | 47.55,6 |
| 11     | Gerrit Veenstra       | NED  | 48.01,8 |
| 12     | Reinaud van Gastel    | NED  | 48.18:6 |
| 13     | Dick van Zalingen     | NED  | 48.32,1 |
| 14     | Frank van Wijngaarden | NED  | 48.34,7 |
| 15     | Rudi Verriet          | NED  | 48.45,0 |
| 16     | Ruud van Weerden      | NED  | 48.54,1 |
| 17     | Guido Sasse           | NED  | 48.56,0 |
| 18     | George van Gorkum     | NED  | 48.57,8 |
| 19     | Veron Lust            | NED  | 49.13:6 |
| 20     | Henri Molenaar        | NED  | 49.17,8 |

### Vrouwen
| rang   | naam                   | land | tijd      |
| ------ | ---------------------- | ---- | --------- |
| Goud   | Marianne van de Linde  | NED  | 52.52,1   |
| Zilver | Ine Valentin           | NED  | 54.36,7   |
| Brons  | Mieke Hombergen        | NED  | 56.09,5   |
| 4      | Gerrie Timmermans      | NED  | 56.41,5   |
| 5      | Francien Roefs         | NED  | 59.20,2   |
| 6      | Marion van de Veerdonk | NED  | 59.45,5   |
| 7      | Mieke van Strien       | NED  | 1:00.58,4 |
| 8      | Esther Bouman          | NED  | 1:01.52,3 |
| 9      | Lidy Kemmink           | NED  | 1:02.26,2 |
| 10     | Tonnie Huijbers        | NED  | 1:02.27,1 |

1984 ·
1985 ·
1986 ·
1987 ·
1988 ·
1989 ·
1990 ·
1991 ·
1992 ·
1993 ·
1994 ·
1995 ·
1996 ·
1997 ·
1998 ·
1999 ·
2000 ·
2001 ·
2002 ·
2003 ·
2004 ·
2005 ·
2006 ·
2007 ·
2008 ·
2009 ·
2010 ·
2011 ·
2012 ·
2013 ·
2014 ·
2015 ·
2016 ·
2017 ·
2018 ·
2019 ·
2022